# Botajcultuur
De Botajcultuur was een kopertijd-cultuur uit het 4e millennium v.Chr. in het noorden van het huidige Kazachstan. De naam komt van de nederzetting Botaj (Ботай, 53° 18′ NB, 67° 39′ OL) niet ver van Kökşetaw. De oorsprong van de cultuur wordt wel gezocht in de Oost-Europese Chvalynskcultuur. Later speelde ze een beslissende rol in het ontstaan van de Afanasjevocultuur.
Het is de oudste cultuur waar de domesticatie van het paard heeft plaatsgevonden, zo'n 5500 jaar geleden. Het moderne paard zou hier gedomesticeerd zijn van Equus ferus, het nu uitgestorven wilde paard. Recenter onderzoek lijkt er echter op te wijzen dat deze domesticatie niet die van het moderne paard was, maar die van het przewalskipaard dat later weer zou verwilderen. De domesticatie van het moderne paard zou westelijker hebben plaatsgevonden.

## De nederzetting Botaj
De nederzetting Botaj (ca. 3.700 tot 3.100 v.Chr.) werd in 1980 door de Kazachse archeoloog Viktor Seibert ontdekt en is sindsdien systematisch onderzocht. De nederzetting is ongeveer 15 hectare groot en gelegen op een vlakke ondergrond op de linkeroever van de rivier de Imanburlyq. De sporen van kuilwoningen zijn aan het oppervlak duidelijk zichtbaar. Bij de archeologische opgravingen werden meer dan 10.000 m² blootgelegd, waarbij ongeveer 153 woningen, 300.000 artefacten en honderdduizenden dierlijke beenderen gevonden werden. 99,9% van de dierlijke resten waren van paarden.

## Cultuur
In de laat-neolithische periode ontstond hier een steppecultuur, die met een aantal variaties duizenden jaren behouden bleef. Het leefgebied van de paardenfokkers omvatte steppe en bossteppe. Het overleven was afhankelijk van de organisatie van de economische activiteit naar de jaargetijden. Nederzettingen als Botaj dienden het overwinteren. In het voorjaar trok de meerderheid van de bevolking in zuidwestelijke richting, waar het smeltwater in de zanderige bodem sneller verdween en men gegarandeerd was van een vroege vegetatie. De dragers van deze cultuur leefden in grote nederzettingen met kuilwoningen. Deze lagen 150–200 km uit elkaar, zodat elke nederzetting voldoende weidegrond bezat. In het voorjaar bouwde men tijdelijke onderkomens. De economie was voornamelijk gebaseerd op het fokken van paarden, maar ook op jacht en visserij.

### Materiële cultuur
Het aardewerk had eenvoudige vormen, was meest grijs van kleur en ongeglazuurd. De geometrische decoraties omvatten driehoeken en ruiten, putjes en cirkels. Ook beender-, hout- en steensnijwerk zijn gevonden.

## Domesticatie van het paard
Aan het einde van het 4e millennium werd het steppeklimaat vochtiger en de vegetatie rijker. Volgens paleogeografen en bodemkundigen bereikte het gras een hoogte van twee meter. Er leefden hier omvangrijke kuddes wilde paarden. Om ze te jagen en samen te drijven was het noodzakelijk om paard te rijden. Dit verklaart een aantal morfologische verschillen tussen wilde en gedomesticeerde paarden. Onderzoeksresultaten tonen dat 10% van alle onderzochte tanden van Botaj-paarden slijtagesporen van beenderen- en haar-teugels laten zien. De ontdekking van omheiningen in 2006 bevestigt het vermoeden van de domesticatie van het paard in Botaj.
Voorheen werd de Sredny Stog-cultuur in Oekraïne beschouwd als het vroegste bewijs van paardenfokkerij. Het bewijs daar komt uit de vindplaats Derijivka (4e millennium voor Christus). De datering van deze vondsten is echter onzeker.